# Шило, Андрей Иванович
Андрей Иванович Шило (1867, с. Опушки Лубенского уезда Полтавской губернии — ?) — крестьянин, депутат Государственной думы III созыва от Приморской области.

## Биография

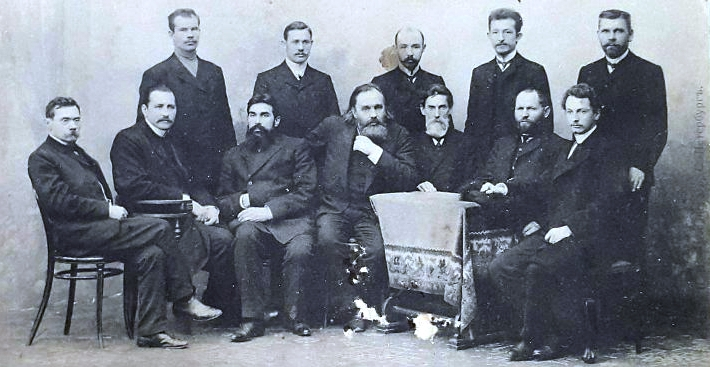
Сибирская группа членов III Государственной Думы. Стоят: А. Г. Мягкий (Томск.губ.), К. И. Молодцов (Тобольск.губ.), Н.К. Волков (Забайкальск.обл.), А. А. Войлошников (Забайкальск.обл.), А. И. Шило (Приморск. обл.); сидят: Н. Л. Скалозубов (Тобольск.губ.), Н. В. Некрасов (Томск.губ.), В. И. Дзюбинский (Тобольск.губ.), В. А. Караулов (Енисейск. губ.), В. К. Штильке (Томск.губ.), Н. А. Маньков (Амурск. и Уссурийск. каз. войска), Ф. Н. Чиликин (Амурск.обл.)

Родился в селе Опушки Лубенского уезда Полтавской губернии. Учился в сельской школе, по другим сведениям имел только домашнее начальное образование. В 1893 году семья переехала в село Григорьевку Южно-Уссурийского уезда Приморской области. После переезда средства для жизни давала работа рассыльным при телеграфной конторе во Владивостоке, волосным писарем в с. Григорьевке, десятником по постройке искусственных сооружений на Уссурийской и Восточно-Китайской железных дорогах. В 1898—1901 годах избран волостным заседателем Григорьевской волости и села Григорьевка. В 1902—1906 годах вернулся к службе волостным писарем в своём селе.
В 1904—1905 годах один из участников организации Всероссийского крестьянского союза и проведения крестьянского съезда. 15 февраля 1906 года был арестован за участие в организации крестьянского союза в Никольске-Уссурийском, на который прибыл в качестве делегата от волости. Полтора месяца провёл в камере предварительного заключения. После этого занимался перепродажей в Приморской области племенного молочного скота, закупленного в городах Пензе и Самаре. Держал мясную лавку в Никольске-Уссурийском. В год зарабатывал 500 рублей. Владел наделом земли площадью в 100 десятин. Был женат. На момент выборов в Думу оставался внепартийным.
Был уполномоченным от волости на выборах в Государственную думу I созыва, и выборщиком от уезда на выборах в II и III Думы. В октябре 1907 избран в Государственную думу III созыва от городского и сельского населения, не принадлежавшего к инородцам и казакам Приморской области. Вошёл в состав Трудовой группы. Состоял в Сибирской группе. Вошёл в состав Думских комиссий по рыболовству, по исполнению государственной росписи доходов и расходов, по переселенческому делу. Поставил подпись под законопроектами «Об изменении законов о взимании и отправлении земельных и натуральных повинностей крестьян», «О наделении безземельных и малоземельных крестьян землей», «Об обеспечении отдыха торгово-промышленных служащих», «О распространении Земского положения на Область войска Донского», «О изменении Положения о выборах в Государственную Думу», «Правила приема в высшие учебные заведения», «Об отмене смертной казни». Участвовал в прениях по вопросу о строительства Амурской железной дороги. Критиковал законопроект о закрытии порто-франко в Приморcкой области.
Дальнейшая судьба и дата смерти неизвестны.